# 슈퍼모델

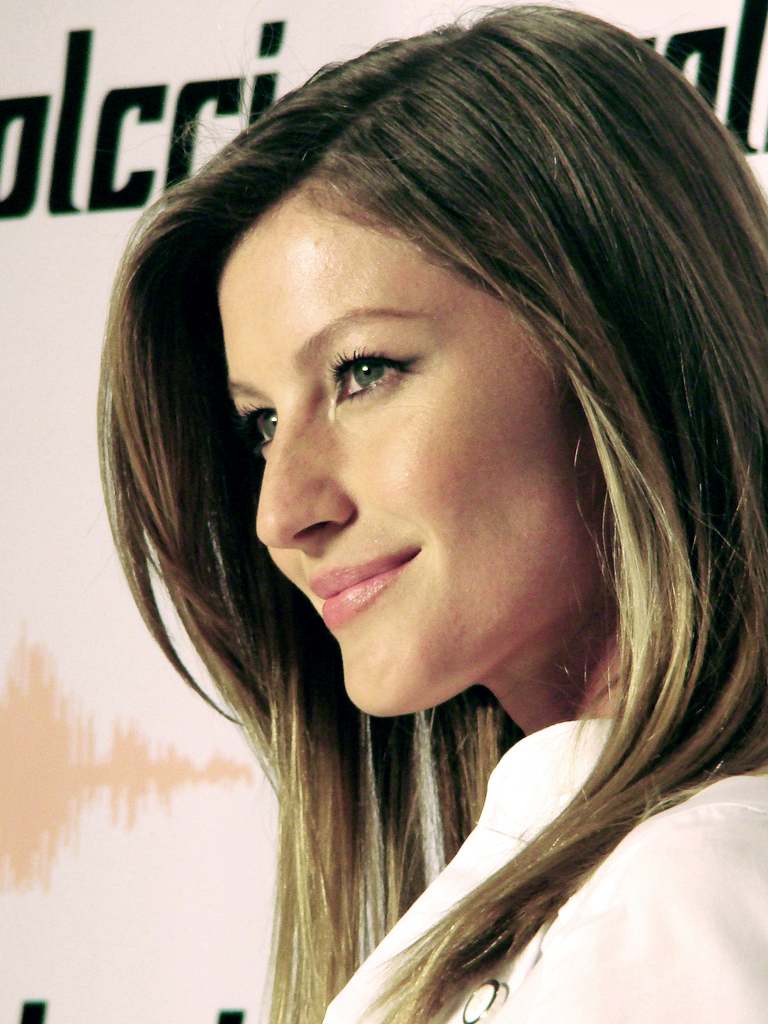
지젤 번천

슈퍼모델(Supermodel)은 패션 모델 중에서도 특히 유명하며, 세계적인 지명도와 파격적인 개런티를 자랑하는 모델을 가리키는 말이다. 슈퍼모델이라는 말은 1990년대에 널리 사용되어 수백만 달러의 보상 대가로 유명한 명품 브랜드의 패션쇼와 상업 광고에 등장하는 경우가 많다. 또한 슈퍼모델은 전 세계의 잡지 표지를 장식할 기회가 많다.

## 역사
원래 모델은 옷을 보여주는 예쁜 여성일 뿐, 그들이 자신의 이름으로 유명세를 타지는 않았다. 하지만 1940년, 스웨덴 모델 리사 폰사그리브스가 유명해짐에 따라 모든 것이 바뀌었다. 그녀는 《보그》의 표지를 200번 넘게 장식한 최초의 슈퍼모델로 이름을 남겼다. 어떤 이들은 1960년대에 마른 몸매로 유명했던 레슬리 혼비를 최초의 슈퍼모델이라 여기기도 한다.
1970년대에는 미국 모델들이 유명스타가 되었고, 그들은 모델 커리어를 앞세워 연기를 하기도 했다. 당시 모델들에게 가장 큰 수익을 보장해주었던 것은 화장품 광고였는데, 로렌 허튼은 화장품 회사 레블론과 거액의 조건으로 계약을 체결함으로써 후배 모델들을 위한 좋은 선례를 마련했다. 1980년대에는 패션 및 화장품 관련 광고가 텔레비전과 광고판 등을 통해 나가면서, 대중들은 슈퍼모델의 얼굴을 쉽게 알 수 있었다. 그리고 크리스티 브링클리처럼 눈치 빠른 모델들은 제품을 광고하는 것이 출연료 이상의 가치가 있음을 깨달았다.
1990년대는 진정한 슈퍼모델의 시대로 여겨진다. 린다 에반젤리스타, 나오미 캠벨, 크리스티 털링턴, 신디 크로퍼드, 클라우디어 시퍼, 그리고 케이트 모스에 이르기까지 여러 모델들이 세간에 이름을 떨쳤다. 그들은 거액의 광고료를 받고 화장품 업체들과 계약을 체결했으며, 영화계 스타들처럼 연예 프로그램이나 가십난에 자주 등장했다. 이들은 몇 년이 지난 뒤에도 그 명성을 유지했다. 엘 맥퍼슨이 설립한 속옷 업체는 큰 성공을 거두었고, 크리스티 털링턴은 자신의 의류 브렌드를 만들었으며, 케이트 모스는 2007년 탑샵의 컬렉션에 함께했다. 현재는 여배우들이 화장품 광고를 비롯한 브랜드의 광고를 꿰차고 있고, 몇몇 모델들이 그 명성을 유지하고 있다.

## 같이 보기
- 슈퍼모델 선발대회
- 슈퍼탤런트 선발대회